# Corchiano
Corchiano is een gemeente in de Italiaanse provincie Viterbo (regio Latium) en telt 3542 inwoners (31-12-2004). De oppervlakte bedraagt 32,9 km², de bevolkingsdichtheid is 101,43 inwoners per km².

## Demografie
Corchiano telt ongeveer 1315 huishoudens. Het aantal inwoners steeg in de periode 1991-2001 met 8,8% volgens cijfers uit de tienjaarlijkse volkstellingen van ISTAT.
| Jaar | Inwoneraantal |
| ---- | ------------- |
| 1991 | 3067          |
| 2001 | 3337          |

## Geografie
De gemeente ligt op ongeveer 196 m boven zeeniveau.
Corchiano grenst aan de volgende gemeenten: Civita Castellana, Fabrica di Roma, Gallese, Vignanello.